# Proszówka
Proszówka (Duits: Gräflich Neundorf) is een dorp in het Poolse woiwodschap Neder-Silezië, in het district Lwówecki. Het maakt deel uit van de gemeente Gryfów Śląski en ligt op 3 km ten zuiden van Gryfów Śląski, 17 km ten zuidwesten van Lwówek Śląski, en 114 km ten westen van de provinciehoofdstad (woiwodschap) Wrocław.
Na de Tweede Wereldoorlog werd het gebied onder Pools bestuur geplaatst en etnisch gezuiverd volgens de naoorlogse Conferentie van Potsdam. De Duitse bevolking werd verdreven en vervangen door Polen.
In de periode van 1975 tot aan de grote bestuurlijke herindeling van Polen in 1998 viel het dorp bestuurlijk onder woiwodschap Jelenia Góra; vanaf 1998 valt het onder woiwodschap Neder-Silezië, Powiat (district) Lwówecki.

## Bezienswaardigheden
- De ruïne van het kasteel Greiffenstein uit de dertiende-veertiende eeuw[2]
- Paleiscomplex uit het eind van de achttiende eeuw, inclusief bijgebouwen en park
- Kapel van St. Leopold en St. Anna

## Foto's

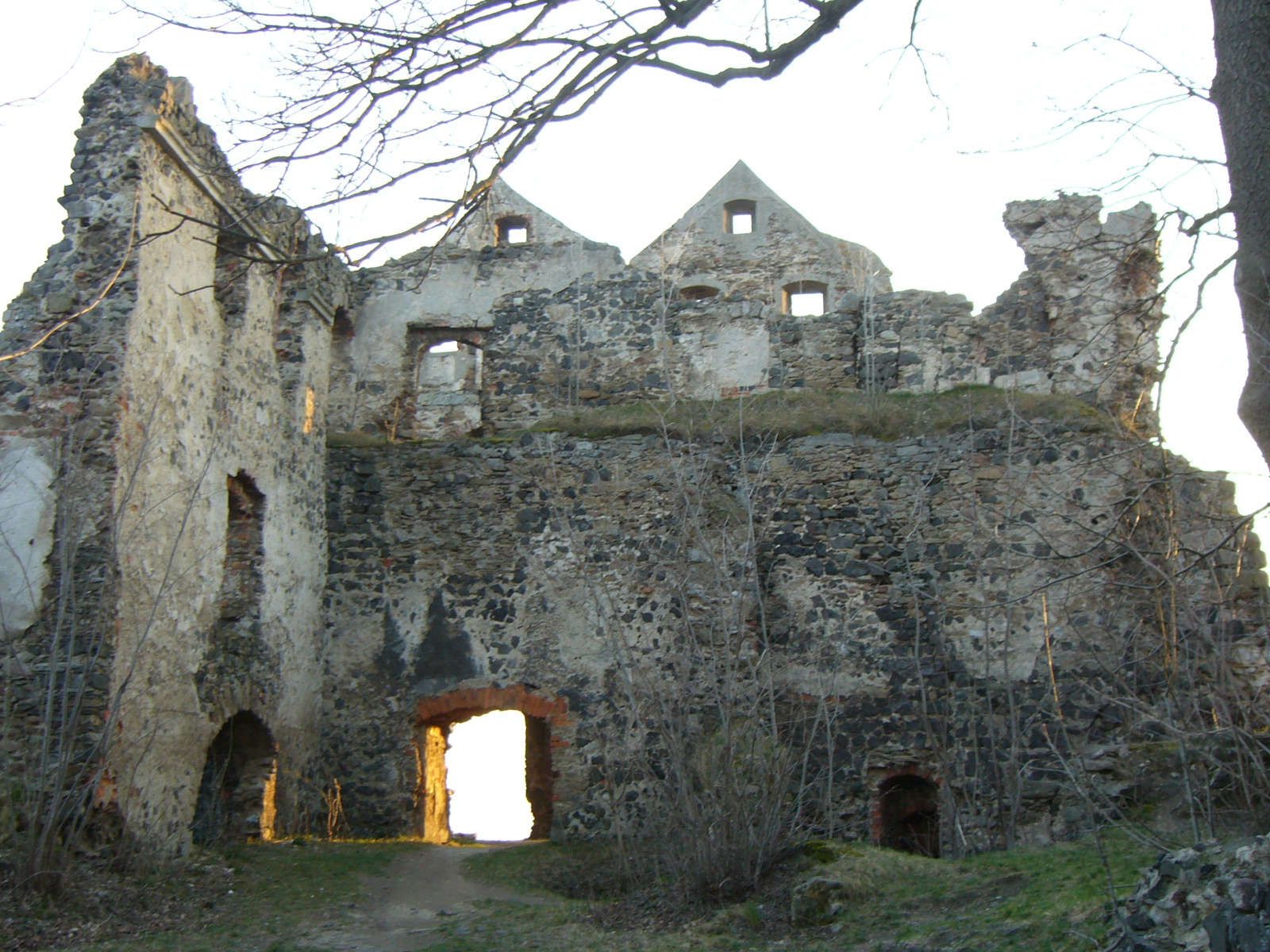
ruïnes van het kasteel Greiffenstein
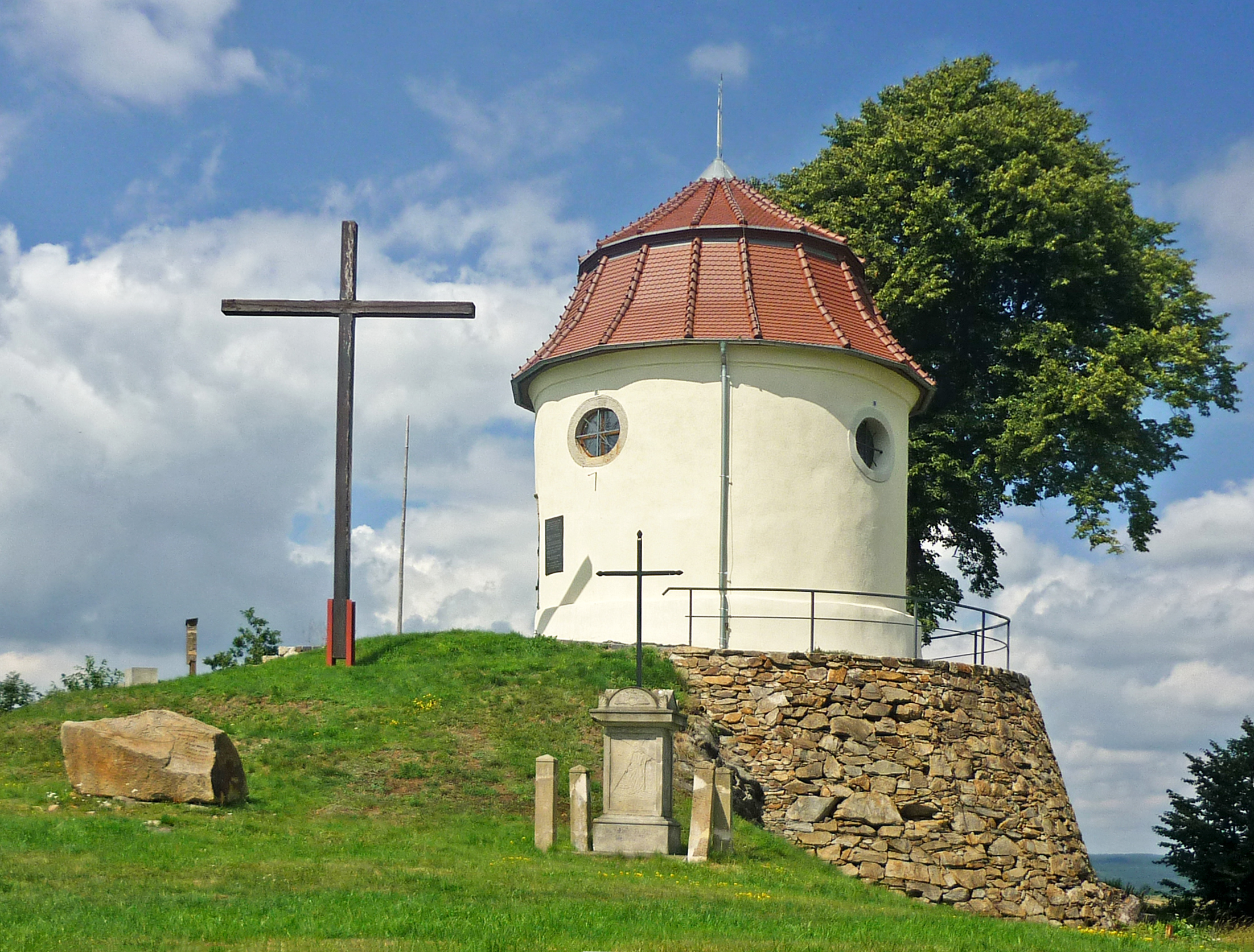
kapel van St.Leopold en St.Anna